# 二川町 (愛知県)
二川町（ふたがわちょう）は、かつて愛知県渥美郡にあった町。現在の豊橋市の東部である。東は静岡県と接し、南は太平洋（遠州灘）である。

## 沿革
- かつては二川郷があり、二川氏の本貫地である。渥美郡のほか、讃岐へ移住した一族（龍満氏）もいる。
- 近世には東海道の宿場町である二川宿があった。
- 1644年（正保元年） - 渥美郡二川村を西に、大岩村を東に移動させ、二川宿と加宿大岩町とする。二川宿に関わっていた二川村と大岩村などは天領であり、周りの村は吉田藩領、寺社領であった。
- 1878年（明治11年）
  - 原村、中原村、雲谷村が合併し、谷川村となる。
  - 大脇新田と二川村が合併し、二川村となる。
  - 上細谷村、下細谷村、小島村、小松原村、寺沢村、西七根村、東七根村が合併し、五並村となる。
- 1884年（明治17年） - 五並村が分割され、上細谷村、下細谷村、小島村、小松原村、寺沢村、七根村[1]となる。
- 1889年（明治22年）10月1日 - 町村制施行。渥美郡に以下の3村が成立。
  - 大岩村、二川村、谷川村が合併し、大川村となる。
  - 上細谷村、下細谷村が合併し、細谷村となる。
  - 小島村、小松原村、寺沢村が合併し、小沢村となる。
- 1893年（明治26年）6月23日 - 大川村が町制施行し、大川町となる。
- 1896年（明治29年）7月1日 - 大川町から谷川村が分立する。
- 1906年（明治39年）7月1日 - 大川町、谷川村、細谷村、小沢村が合併し、二川町が発足する。
- 1937年（昭和12年）7月20日 - 省営バス浜名線二川東町 - 新居町間開通（鉄道省告示 昭和12年 第233号）。
- 1950年（昭和25年）10月16日 - 日本国有鉄道バス浜名線二川 - 上細谷 - 白須賀間開通（日本国有鉄道公示 昭和25年 第249号）。
- 1955年（昭和30年）3月1日 - 渥美郡高豊村・老津村、宝飯郡前芝村、八名郡石巻村とともに豊橋市へ編入される。

## 教育

### 小学校
- 二川町立谷川小学校
- 二川町立二川小学校
- 二川町立細谷小学校
- 二川町立小沢小学校

### 中学校
- 二川町立二川中学校
- 二川町立五並中学校

### 高等学校
- 愛知県立時習館高等学校二川分校 - 愛知県立豊橋南高等学校の前身の一つ。

## 交通
- 国鉄東海道本線二川駅
- 国鉄バス 浜名線[2]

## 名所・旧跡

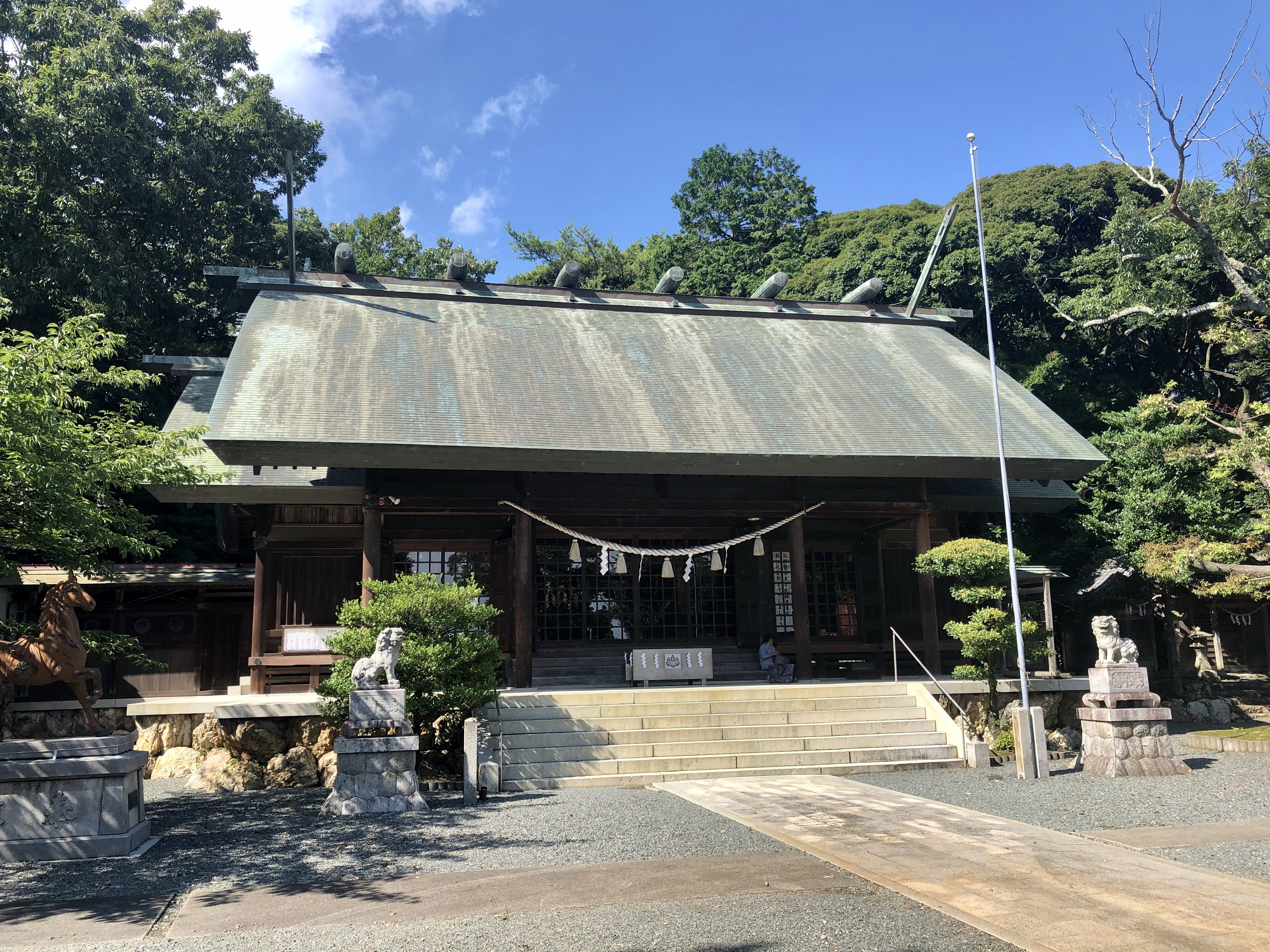
大岩神明宮

- 大岩神明宮 - 文武天皇2年（698年）創建。旧郷社。
- 二川八幡神社 - 永仁3年（1295年）創建。二川宿の氏神とされる。
- 二川伏見稲荷 - 1910年（明治43年）創建。
- 松音寺 - 曹洞宗。
- 大岩寺 - 曹洞宗。岩屋観音を有する。
- 普門寺 - 高野山真言宗。木造阿弥陀如来坐像などが重要文化財。「豊橋のもみじ寺」として知られる。

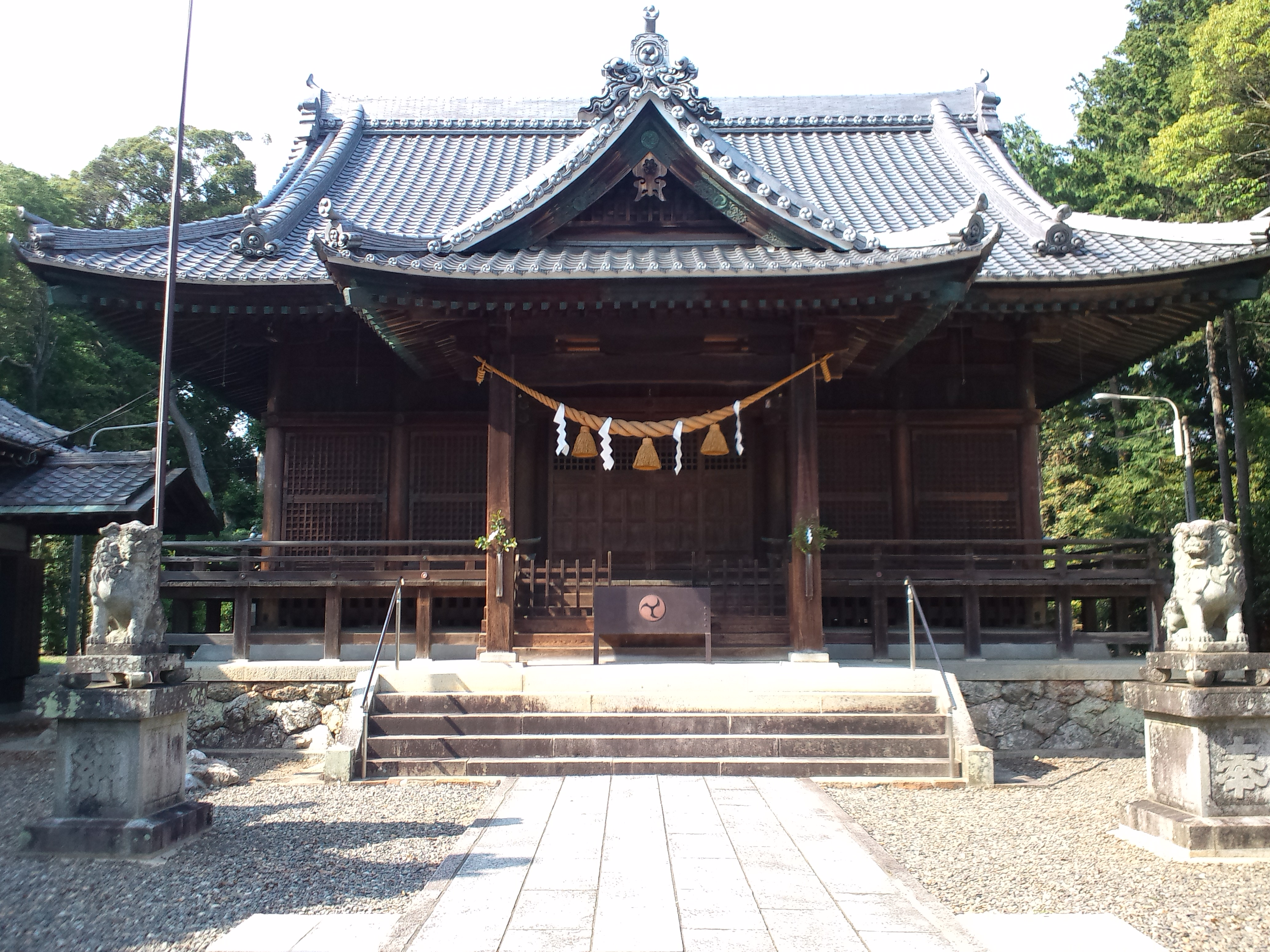
二川八幡神社
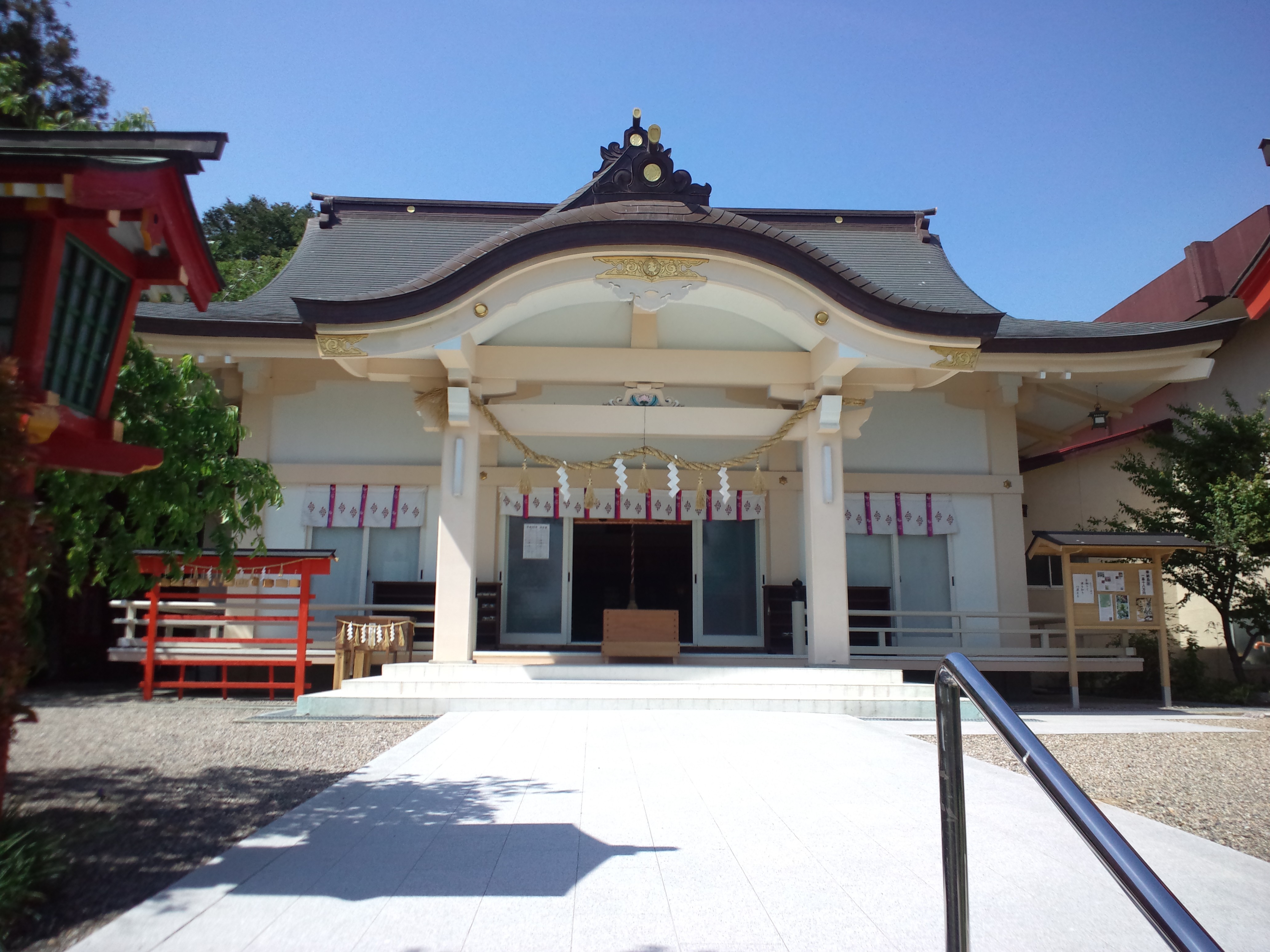
二川伏見稲荷
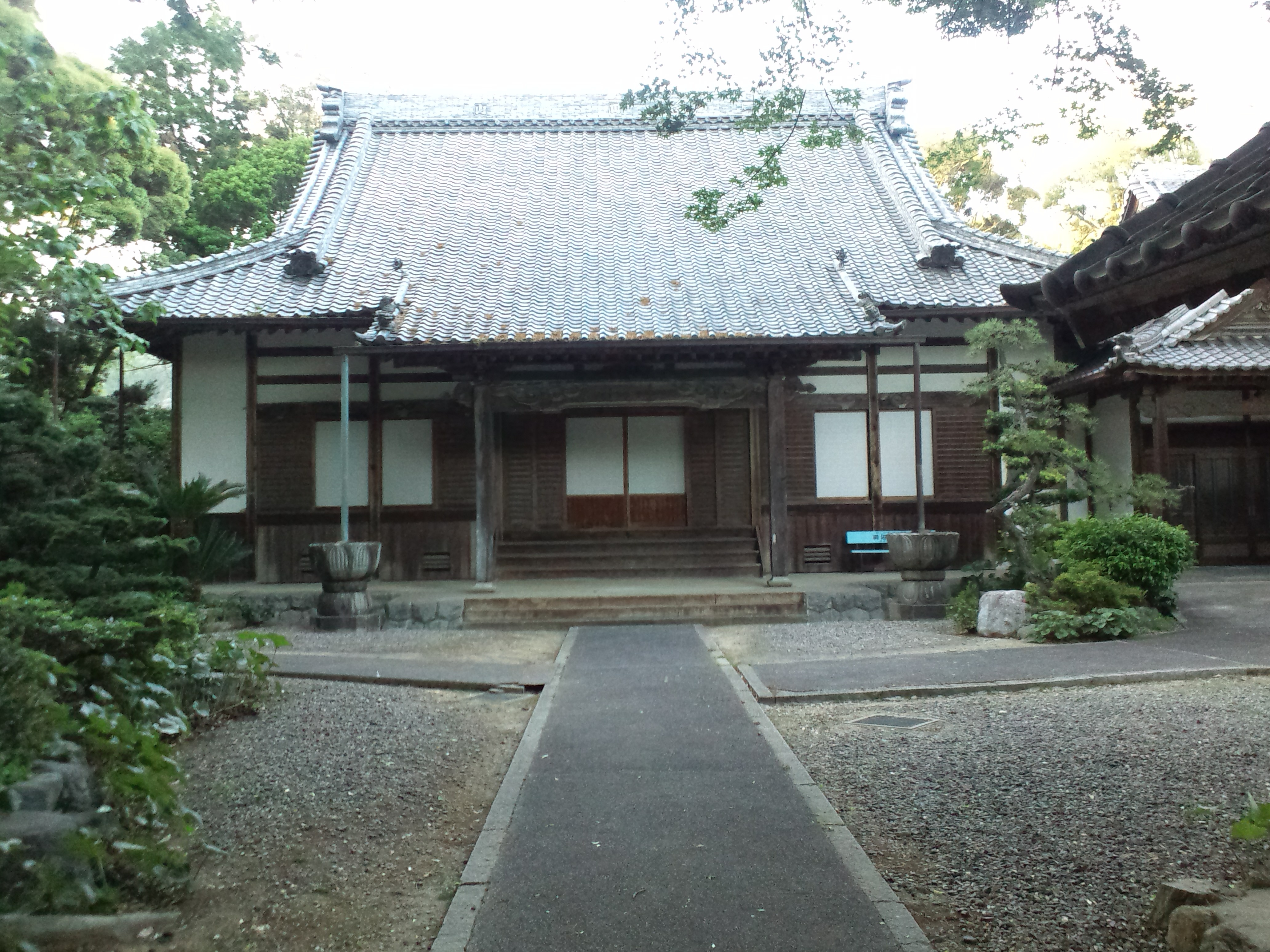
松音寺
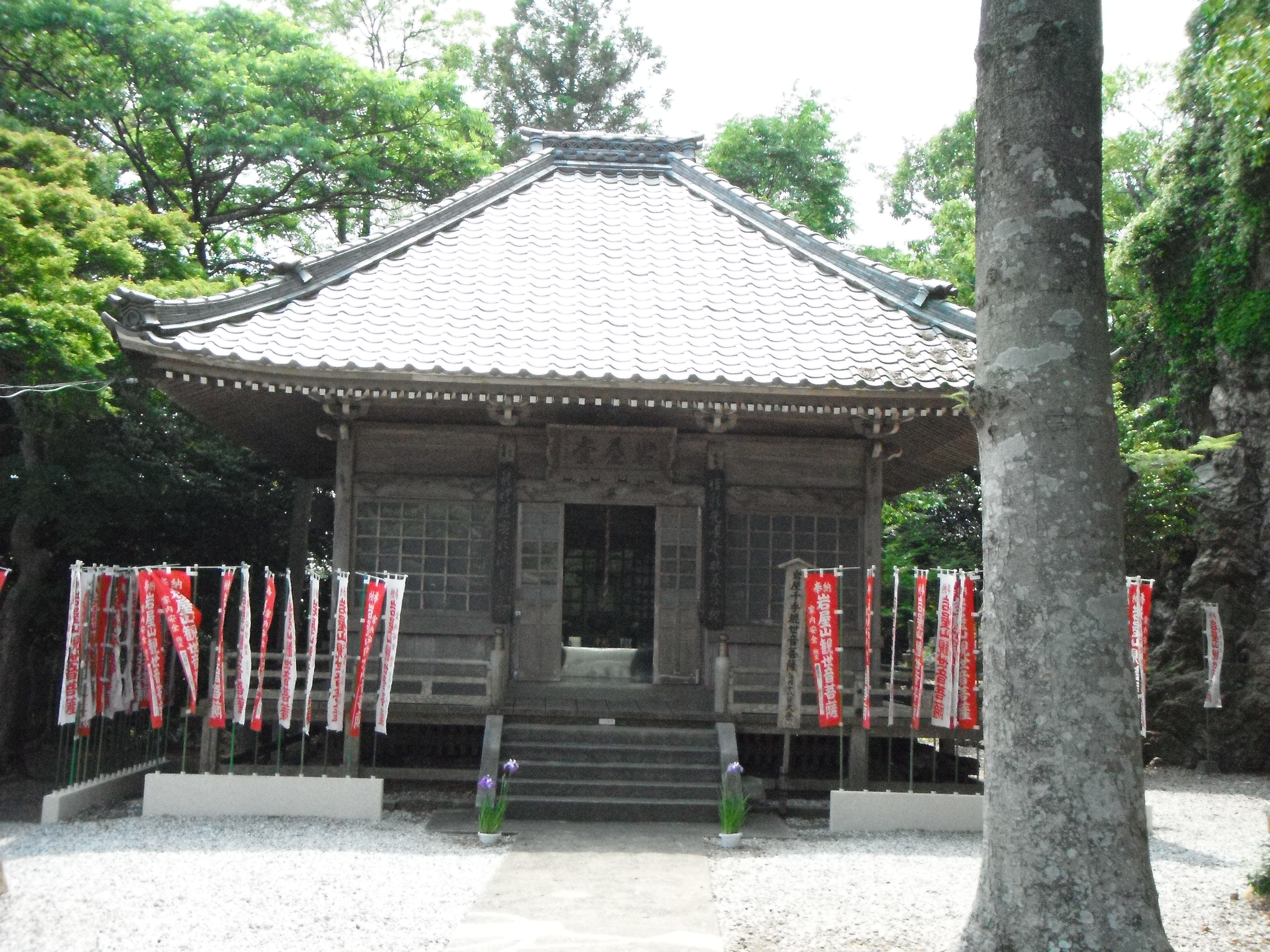
岩屋観音
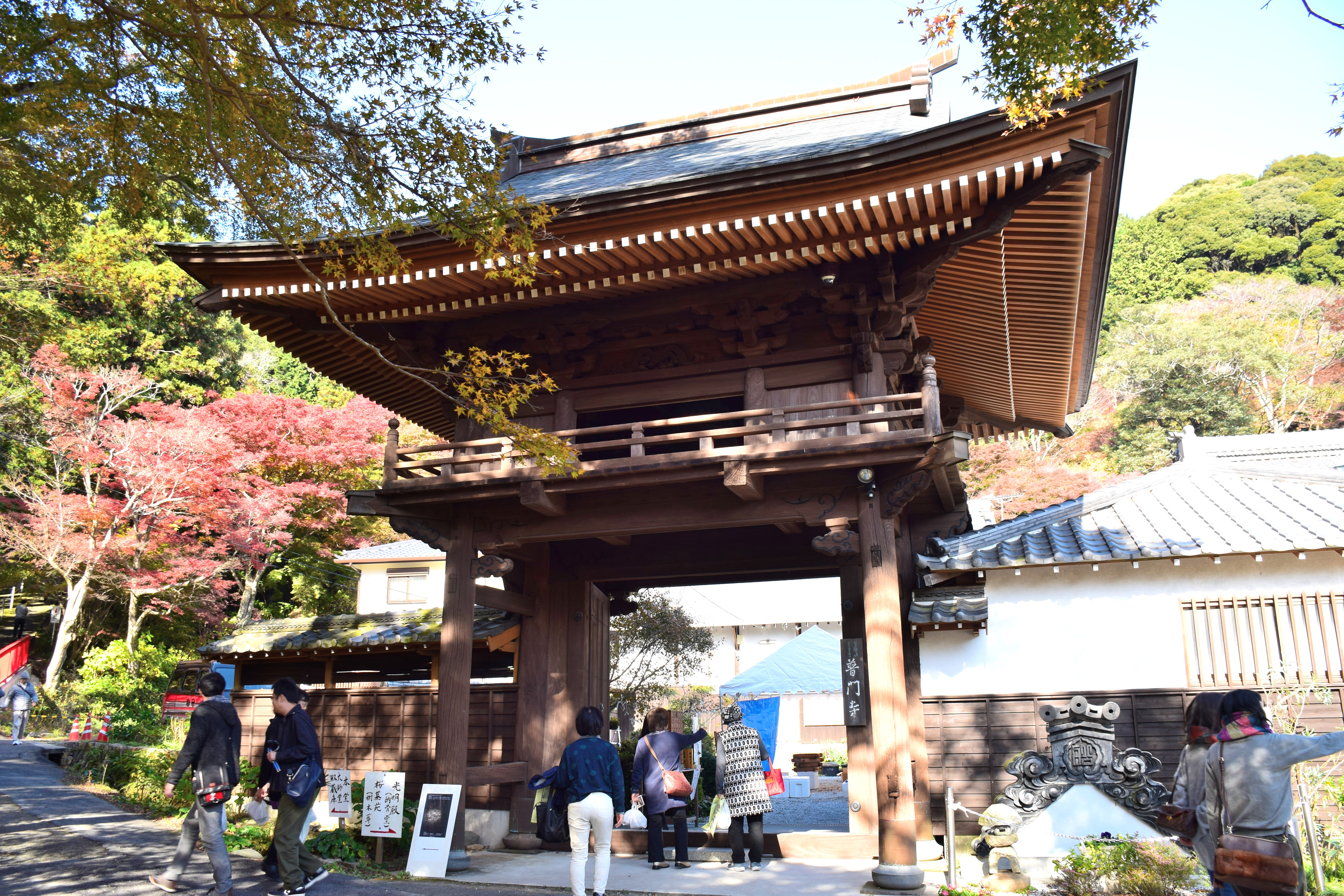
普門寺